# Hydraecia viola
Hydraecia viola là một loài bướm đêm trong họ Noctuidae.